# In Loving Memories: The Jerry Lee Lewis Gospel Album
Albums de Jerry Lee Lewis
Live at the International, Las Vegas
(1970) There Must Be More to Love Than This
(1971)
In Loving Memories: The Jerry Lee Lewis Gospel Album est un album de Jerry Lee Lewis, enregistré sous le label Mercury Records et sorti en 1970.

## Liste des chansons
1. In Loving Memories (Linda Gail Lewis/Cecil Harrelson)
2. Lily of the Valley (J. Davis/W. Mary Rose)
3. Gather Round Children (Lewis/Harrelson)
4. My God's Not Dead (LaVerne/Pittman/Taylor)
5. He Looked Beyond My Fault (Dottie Rambo)
6. Old Rugged Cross (en) (George Bennard)
7. I'll Fly Away (Albert E. Brumley (en))
8. I'm Longing for Home (Cravens/Davis)
9. I Know That Jesus Will Be There (Lewis/Harrelson)
10. Too Much to Gain to Lose (Rambo)
11. If We Never Meet Again/I'll Meet You in the Morning (Brumley)

## Source de la traduction
- (en) Cet article est partiellement ou en totalité issu de l’article de Wikipédia en anglais intitulé « In Loving Memories: The Jerry Lee Lewis Gospel Album » (voir la liste des auteurs).